# Stanley August Miesegaes
Stanley August (Sam) Miesegaes (Amsterdam 12 april 1933-Genève 14 juni 1990) was een Nederlands miljonair, woonachtig in Zwitserland. Miesegaes financierde in de jaren zeventig de eerste twee studioalbums van Supertramp.
In 1969 zag Miesegaes in München een optreden van zanger-toetsenist Rick Davies en diens band The Joint. Miesegaes was zeer onder de indruk van Davies' muzikaal talent en bood hem een geldbedrag aan. Voorwaarde was dat Davies zijn eigen, nieuwe band zou formeren. Dat werd de band Supertramp. Na het financieren van de eerste twee albums stopte Miesegaes de financiële ondersteuning. Het eerstvolgende album, Crime of the Century (1974), werd aan Miesegaes opgedragen. Sindsdien is niets meer van hem vernomen op het gebied van muziekfinanciën.
Het totaalbedrag dat Miesegaes in de band heeft gestoken, bedraagt 60.000 pond.